# Torneio Mundial de Futsal Feminino
O Torneio Mundial de Futsal Feminino foi uma competição mundial, não oficial entre seleções de futsal femininas, filiadas a Federação Internacional de Futebol Associado - FIFA.
Apesar de disputado sob as regras da FIFA, o torneio foi organizado por diversas federações nacionais.. Realizado anualmente sob a designação de Torneio Mundial de Futsal Feminino, contando com a participação de seleções nacionais por convite. O I Torneio Mundial de Futsal Feminino disputou-se na Espanha, tendo como primeiro vencedor o Brasil que derrotou na final a congénere portuguesa.
O IV Torneio Mundial de Futsal Feminino em 2013, estava previsto realizar-se em San Cristóbal (Venezuela), entre os dias 11 e 18 de dezembro de 2013, mas devido a dificuldades logísticas em realizar o torneio nesse período, a FIFA decidiu mudar a sede para as cidades espanholas de Ciudad Real e Alcázar de San Juan, entre os dias 13 e 20 de dezembro de 2013.
A última edição ocorreu em 2015. Posteriormente a FIFA comunicou que planeava organizar um Campeonato do Mundo, que só se viria a concretizar em 2025.

## Resultados
| Ano           | Sede       |         | Final        | Final        | Final                     |                    | Disputa do terceiro lugar | Disputa do terceiro lugar | Disputa do terceiro lugar |  | Participantes |
| Ano           | Sede       | Campeão | Placar       | Vice-camepão | Terceiro lugar            | Placar             | Quarto lugar              |                           |                           |  | Participantes |
| ------------- | ---------- | ------- | ------------ | ------------ | ------------------------- | ------------------ | ------------------------- | ------------------------- | ------------------------- |  | ------------- |
| 2010 Detalhes | Espanha    | Brasil  | 5 – 1        | Portugal     | \| Espanha e \| Rússia \| | —                  | —                         | 8                         |                           |  |               |
| 2011 Detalhes | Brasil     | Brasil  | 4 – 3 (Pro.) | Espanha      | Portugal                  | 3 – 0              | Rússia                    | 8                         |                           |  |               |
| 2012 Detalhes | Portugal   | Brasil  | 3 – 0        | Portugal     | Espanha                   | 1 – 0              | Rússia                    | 10                        |                           |  |               |
| 2013 Detalhes | Espanha    | Brasil  | 2 – 1        | Espanha      | Rússia                    | 0 – 0 3 – 1 (Pên.) | Portugal                  | 9                         |                           |  |               |
| 2014 Detalhes | Costa Rica | Brasil  | 4 – 3        | Portugal     | Espanha                   | 8 – 2              | Costa Rica                | 7                         |                           |  |               |
| 2015 Detalhes | Guatemala  |         | Brasil       | 3 – 0        | Rússia                    |                    | Espanha                   | 9 – 1                     | Portugal                  |  | 8             |
| Espanha e     | Rússia     |         |              |              |                           |                    |                           |                           |                           |  |               |

## Tabela de medalhas
| Ordem | País     | Medalha de ouro | Medalha de prata | Medalha de bronze | Total |
| ----- | -------- | --------------- | ---------------- | ----------------- | ----- |
| 1     | Brasil   | 6               | 0                | 0                 | 6     |
| 2     | Portugal | 0               | 3                | 1                 | 4     |
| 3     | Espanha  | 0               | 2                | 4                 | 6     |
| 4     | Rússia   | 0               | 1                | 2                 | 3     |

### Participações
Legenda
- 1º — Campeão
- 2º — Vice-campeão
- 3º — Terceiro lugar
- 4º — Quarto lugar
- SF — Semifinais
- — Anfitrião

| Seleção    | 2010 | 2011 | 2012 | 2013 | 2014 | 2015 | Anos |
| ---------- | ---- | ---- | ---- | ---- | ---- | ---- | ---- |
| Angola     |      | 8º   |      |      |      |      | 1    |
| Argentina  |      | 6º   |      |      |      |      | 1    |
| Brasil     | 1º   | 1º   | 1º   | 1º   | 1º   | 1º   | 6    |
| Costa Rica |      |      | 8º   | 8º   | 4º   | 5º   | 3    |
| Guatemala  | 8º   |      |      |      | 5º   | 6º   | 3    |
| Irão       |      |      | 7º   | 5º   |      | 7º   | 3    |
| Japão      | 5º   | 5º   | 6º   | 7º   | 6º   | 8º   | 6    |
| Malásia    |      |      | 10º  | 9º   |      |      | 2    |
| Portugal   | 2º   | 3º   | 2º   | 4º   | 2º   | 4º   | 6    |
| Rússia     | SF   | 4º   | 4º   | 3º   | 7º   | 2º   | 6    |
| Espanha    | SF   | 2º   | 3º   | 2º   | 3º   | 3º   | 5    |
| Tailândia  | 7º   |      |      |      |      |      | 1    |
| Ucrânia    |      |      | 5º   | 6º   |      |      | 2    |
| Venezuela  | 6º   | 7º   | 9º   |      |      |      | 3    |
| Total      | 8    | 8    | 10   | 9    | 7    | 8    |      |

## Estreantes por ano
| Ano         | Estreante(s)                                                              |
| ----------- | ------------------------------------------------------------------------- |
| 2010        | Brasil, Guatemala, Japão, Portugal, Rússia, Espanha, Tailândia, Venezuela |
| 2011        | Angola, Argentina                                                         |
| 2012        | Costa Rica, Irão, Malásia, Ucrânia                                        |
| 2013 a 2015 | Nenhum                                                                    |